# 이구 (고려 후기)
이구(李球, 1265년 - ?)는 고려시대 후기의 문신, 시인으로 본관은 우계(羽溪)이다. 작품으로는 삼척 죽서루 현판에 걸려있는 시 2수가 전한다. 초명은 옥(沃)이다. 일설에는 그를 우계 이씨의 시조라고 하는 설도 있다.
고려시대 문헌에는 나타나지 않으나 삼척군지, 후대의 조선시대에 허목이 쓴 이경항 묘갈명이 수록된 미수기언, 국조인물고, 허균이 쓴 이복남의 뇌사가 수록된 성소수부고, 채유후가 지은 이가우의 묘비문인 이군묘갈명 등 후손들의 묘갈명에 등장한다.

## 개요
1265년(고려 원종 6년)에 태어났으며, 할아버지는 우계현 호장 이적(李 迪)이고, 아버지는 중윤 호장 이홍준(李洪俊)이며 어머니는 삼척심씨 장사랑 양온령동정 심윤의(沈允曦)의 딸초명은 옥인데 뒤에 구로 개명하였다. 고려 의종과 명종대의 문신으로 고려 명종 때 대사성을 지낸 이순우(李純祐)의 증손이다. 그의 선계는 경주로 은열왕 표암 이알평으로부터 치면 52대손, 신라소판 이거명으로부터 17대손이 된다.
그밖에도 그와 비슷한 시대를 살았으며 밀직사부사를 지낸 배정지(裵廷芝)의 어머니 우계군부인 이씨(羽溪郡夫人 李氏)의 친정아버지는 내시 양온령동정(內侍 良醞令同正)을 지낸 이신송(李臣松)인데, 이신송과는 정확하게 혈연관계가 어떻게 되는지 알려져 있지 않다.
1282년(충렬왕 8년, 원 세조 지원 19년) 18세의 나이에 원나라에 들어가 원 세조 쿠빌라이가 친히 주관하는 제과의 진사시에 합격하였다. 원나라에 다녀온 뒤 관직은 예빈시승동정을 거쳐 예빈시경에 이르렀으며, 심동로와 최복하에게 전하는 시 2수를 남겼다. 그의 시 2수가 삼척 죽서루 판갈에 새겨져있다.
고려시대 문헌에는 나타나지 않으나 삼척군지, 후대의 조선시대에 허목이 쓴 이경항 묘갈명이 수록된 미수기언, 국조인물고, 허균이 쓴 이복남의 뇌사가 수록된 성소수부고, 채유후가 지은 이가우의 묘비문인 이군묘갈명 등 후손들의 묘갈명에 등장한다. 그밖에도 19세기 울진장씨 족보를 편찬하는 과정에서 발견된 1415년 장인숙(張仁淑) 호구입안(戶口立案) 등에도 그의 이름이 나타난다. 이후의 행적은 미상이다.

## 가계
- 할아버지 : 이적(李迪, 호는 옥계(玉溪), 호장)
- 아버지 : 이홍준(李洪俊, 중윤 호장)
- 어머니 : 삼척심씨, 장사랑 양온령 심윤의의 딸
- 부인 : 장씨, 장종주의 딸
  - 아들 : 이백경(李伯卿, 1290년 ~ ?, 영동정)
  - 며느리 : 이름 미상
    - 손자 : 이사성(李思誠), 밀직대부 추봉 중추원사

  - 아들 : 이천승(李天升), 검교군기감정
  - 며느리 : 강릉 최씨, 강릉부원군 최입지의 딸
    - 손자 : 이사순(李思順), 인화감직랑
- 외할아버지 : 심윤의(沈允曦)
- 사돈 : 금철(琴哲, 본관은 봉화)
- 사돈 : 안축(安軸, 본관은 순흥, 호는 근재(謹齋), 시호는 문정(文貞), 1282년 ~ 1348년)

## 같이 보기
- 죽서루
- 쿠빌라이